# Jazz-Nekrolog 2019
Nekrolog
◄◄
| ◄
| 2015
| 2016
| 2017
| 2018
| 2019 | 2020 | 2021 | 2022 | 2023 | ►
Weitere Ereignisse | Allgemeiner Nekrolog 2019
Die Beschreibung der verstorbenen Person sollte so kurz wie möglich gehalten sein und nur deren signifikante Tätigkeit(en) enthalten.
Neue Namen ggf. auch unter dem Geburts- und Sterbedatum, also etwa unter 1. Januar und im Geburts- und Sterbejahr (2024) eintragen (nur bei entsprechender großer Wichtigkeit). Für Beispiele siehe die schon vorhandenen Artikel.
Außerdem über die fünf zuletzt Verstorbenen, zu denen es einen ausreichend guten Artikel für eine Präsentation auf der Hauptseite gibt, nach der todesbedingten Überarbeitung der Artikel ggf. auch unter Wikipedia Diskussion:Hauptseite informieren und sie am besten auch in den anderen Wikipedia-Sprachversionen eintragen. Tipp: Regelmäßig bei news.google.de nach „ist tot“, „gestorben“ oder „verstorben“ suchen.
Wenn eine Person gestorben ist, gibt es viele Seiten zu dieser Person in der Wikipedia, die davon auch betroffen sind und entsprechend aktualisiert werden müssen. Beispiele: Namenübersichtsseite, Geburtsjahr, Geburtsort-Seiten und viele mehr.
Wie finde ich die betroffenen Seiten?
Im Suchfeld auf der linken Seite gibt man den Suchbegriff so ein: „Vorname Nachname“. Dann klickt man auf Volltext und alle Seiten mit entsprechendem Suchtext werden aufgerufen. Hier sieht man dann schnell, wo auch das Todesjahr Sinn macht oder sogar ein Teil des Artikels angepasst werden muss. Auch hilft das „Werkzeug“ auf der linken Seite sehr gut, um solche Seiten aufzufinden: „Links auf diese Seite“. Somit ist die Wikipedia wieder aktuell in allen Bereichen! Hinweis: bei Eintragung der Kategorie „Gestorben JAHR“ wird der Missbrauchsfilter 49 ausgelöst, was jedoch nicht schlimm ist. Siehe: Spezial:Missbrauchsfilter/49
Dies ist eine Liste im Jahr 2019 verstorbener bekannter Persönlichkeiten aus dem Bereich des Jazz. Die Einträge erfolgen analog zum allgemeinen Nekrolog 2019 zeitlich fallend und bei gleichem Datum alphabetisch.

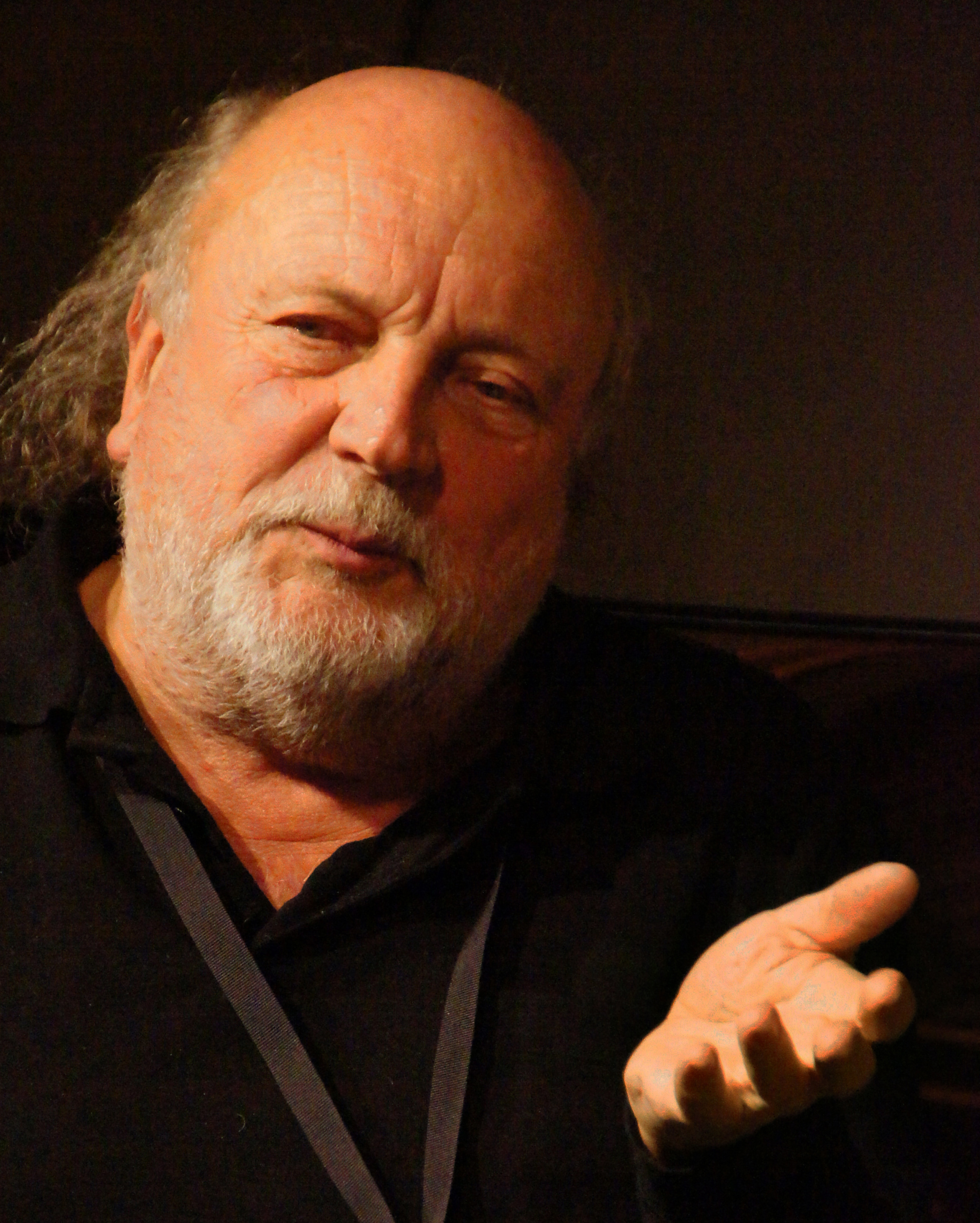
Fritz Novotny
21. November 1940 – 7. Mai 2019

## Januar
| Tag        | Name                    | Herkunft/Beruf                                                         | Alter | Beleg |
| ---------- | ----------------------- | ---------------------------------------------------------------------- | ----- | ----- |
| 31. Januar | Harold Bradley          | US-amerikanischer Gitarrist                                            | 93    |       |
| 31. Januar | Debra Mann Morton       | US-amerikanische Pianistin                                             | 59    |       |
| 29. Januar | Roland Hug              | Schweizer Trompeter                                                    | 83    |       |
| 29. Januar | James Ingram            | US-amerikanischer Soulmusiker                                          | 66    |       |
| 26. Januar | Ingo Bischof            | deutscher Keyboarder                                                   | 68    |       |
| 26. Januar | Michel Legrand          | französischer Komponist, Pianist, Sänger und Arrangeur                 | 86    |       |
| 25. Januar | Roland Keijser          | schwedischer Holzbläser                                                | 74    |       |
| 24. Januar | Clive Stevens           | britischer Multiinstrumentalist                                        | 70    |       |
| 23. Januar | Oliver Mtukudzi         | simbabwischer Sänger, Komponist, Schauspieler und Autor                | 66    |       |
| 22. Januar | Gary Sappier            | kanadischer Bluesmusiker                                               | 49    |       |
| 21. Januar | Marcel Azzola           | französischer Akkordeonist                                             | 91    |       |
| 21. Januar | Edwin Birdsong          | US-amerikanischer Keyboarder                                           | 77    |       |
| 18. Januar | Karnatriix John Anthony | indischer Gitarrist                                                    | 62    |       |
| 18. Januar | Reiner Kobe             | deutscher Organisator und Kritiker                                     | 69    |       |
| 17. Januar | Chris Vadala            | US-amerikanischer Holzbläser und Hochschullehrer                       | 70    |       |
| 17. Januar | Reggie Young            | US-amerikanischer Gitarrist                                            | 82    |       |
| 14. Januar | Bob Aves                | philippinischer Gitarrist und Produzent                                | 64    |       |
| 14. Januar | Chris Ellis             | britischer Sänger und Musikproduzent                                   | 90    |       |
| 13. Januar | Willie Murphy           | US-amerikanischer Bluesmusiker                                         | 75    |       |
| 13. Januar | Zezé Ngambi             | angolanisch-portugiesischer Schlagzeuger                               | 62    |       |
| 12. Januar | Ken Hunsley             | US-amerikanischer Posaunist                                            | 82    |       |
| 12. Januar | Lee Russo               | US-amerikanischer Pianist und Mediziner                                | 85    |       |
| 11. Januar | Sal Furman              | finnischer Trompeter                                                   | 92    |       |
| 9. Januar  | Joseph Jarman           | US-amerikanischer Saxophonist und Multiinstrumentalist                 | 81    |       |
| 9. Januar  | Urban Koder             | slowenischer Trompeter und Komponist                                   | 90    |       |
| 9. Januar  | Phil Mattson            | US-amerikanischer Pianist und Arrangeur                                | 80    |       |
| 8. Januar  | Frantz Courtois         | haitianischer Pianist und Sänger                                       | 60    |       |
| 7. Januar  | Júlio Barbosa           | brasilianisch-deutscher Trompeter, Komponist, Arrangeur und Bandleader | 92    |       |
| 7. Januar  | Todd Duke               | US-amerikanischer Gitarrist                                            | 48    |       |
| 7. Januar  | Art Irwin               | kanadischer Musikveranstalter (Halifax Jazz Festival)                  |       |       |
| 7. Januar  | James Wyckoff           | US-amerikanischer Posaunist                                            | 75    |       |
| 6. Januar  | John Sanders            | US-amerikanischer Posaunist                                            | 93    |       |
| 6. Januar  | Tony Soley              | britischer Rundfunkmoderator                                           | 79    |       |
| 5. Januar  | Alvin Fielder           | US-amerikanischer Schlagzeuger                                         | 83    |       |
| 5. Januar  | Ralph Jungheim          | US-amerikanischer Fotograf und Musikproduzent                          | 89    |       |
| 3. Januar  | Peter Prisco            | US-amerikanischer Gitarrist                                            | 71    |       |
| 2. Januar  | Harry Harman            | australischer Bassist und Tubist                                       | 91    |       |
| 1. Januar  | Mesh Mapetla            | südafrikanischer Rundfunkmoderator                                     | 71    |       |

## Februar
| Tag         | Name                | Herkunft/Beruf                                             | Alter | Beleg |
| ----------- | ------------------- | ---------------------------------------------------------- | ----- | ----- |
| 28. Februar | Ed Bickert          | kanadischer Gitarrist                                      | 86    |       |
| 28. Februar | André Previn        | deutsch-US-amerikanischer Pianist und Komponist            | 89    |       |
| 27. Februar | Janusz Skowron      | polnischer Pianist                                         | 61    |       |
| 26. Februar | Hugh Fordin         | US-amerikanischer Autor und Produzent                      | 83    |       |
| 25. Februar | Jim Miller          | US-amerikanischer Schlagzeuger                             | 65    |       |
| 23. Februar | Stanley Applebaum   | US-amerikanischer Komponist, Arrangeur und Orchesterleiter | 96    |       |
| 23. Februar | Ira Gitler          | US-amerikanischer Jazzkritiker,-Journalist und -Historiker | 90    |       |
| 23. Februar | Dorothy Masuka      | südafrikanische Sängerin                                   | 83    |       |
| 21. Februar | Mili Bernejo        | US-amerikanische Sängerin                                  | 65    |       |
| 21. Februar | Jackie Shane        | US-amerikanische Soul- und R&B-Sängerin                    | 78    |       |
| 20. Februar | Lewis Kahn          | US-amerikanischer Geiger und Posaunist                     | 72    |       |
| 19. Februar | Kenny Hing          | US-amerikanischer Holzbläser                               | 83    |       |
| 17. Februar | Ethel Ennis         | US-amerikanische Sängerin                                  | 86    |       |
| 16. Februar | Maurice Drouin      | kanadischer Pianist                                        | 82    |       |
| 16. Februar | Ken Nordine         | US-amerikanischer Off-Sprecher und Stimmkünstler           | 98    |       |
| 16. Februar | Willie Thomas       | US-amerikanischer Trompeter                                | 88    |       |
| 15. Februar | Kofi Burbridge      | US-amerikanischer Keyboarder                               | 57    |       |
| 14. Februar | Joe Venuto          | US-amerikanischer Perkussionist                            | 89    |       |
| 13. Februar | Connie Jones        | US-amerikanischer Kornettist                               | 84    |       |
| 12. Februar | André Francis       | französischer Musikjournalist, Jazzautor und Jazzproduzent | 93    |       |
| 12. Februar | Frank Pullara       | US-amerikanischer Bassist                                  | 81    |       |
| 11. Februar | George Delgrosso    | US-amerikanischer College-Manager und Jazzveranstalter     | 88    |       |
| 10. Februar | Michael Markaverich | US-amerikanischer Pianist                                  | 69    |       |
| 9. Februar  | Jane Vollmer        | US-amerikanische Jazzhistorikerin                          |       |       |
| 5. Februar  | James Benford       | US-amerikanischer Trompeter                                | 80    |       |
| 5. Februar  | Julius Heikkilä     | finnissher Musiker und Musikjournalist                     | 79    |       |
| 4. Februar  | Roy Pellett         | britischer Klarinettist                                    | 83    |       |
| 4. Februar  | Frank Savarese      | US-amerikanischer Bassist                                  | 89    |       |
| 3. Februar  | Kiyoshi Koyama      | japanischer Journalist und Produzent                       | 82    |       |
| 3. Februar  | Tony Palumbo        | US-amerikanischer Klarinettist                             | 81    |       |
| 2. Februar  | Larry Englund       | US-amerikanischer Journalist und Musikveranstalter         | 72    |       |
| 2. Februar  | Ron Hutchinson      | US-amerikanischer Historiker und Filmproduzent             | 67    |       |
| 2. Februar  | Bill Sims           | US-amerikanischer Bluesmusiker                             | 69    |       |

## März
| Tag      | Name                 | Herkunft/Beruf                                                 | Alter | Beleg |
| -------- | -------------------- | -------------------------------------------------------------- | ----- | ----- |
| 30. März | Geoff Harvey         | australischer Musiker und musikalischer Leiter                 | 83    |       |
| 31. März | Yves Prefontaine     | kanadischer Rundfunkmoderator                                  | 82    |       |
| 25. März | Lisle Atkinson       | US-amerikanischer Bassist                                      | 78    |       |
| 25. März | David Sinclair       | britischer Fotograf                                            | 84    |       |
| 24. März | Issa Cissokho        | senegalesischer Saxofonist                                     | 73    |       |
| 18. März | John Hughes          | britischer Pianist und Bandleader                              | ≈78   |       |
| 18. März | Delores Robinson     | US-amerikanische Sängerin                                      | 83    | [ 1 ] |
| 17. März | Andre Williams       | US-amerikanischer R&B-Sänger                                   | 82    |       |
| 14. März | Jeff Andrews         | US-amerikanischer Fusionmusiker                                | 59    |       |
| 14. März | Steve Hooks          | US-amerikanischer Saxophonist                                  | 72    |       |
| 13. März | Justin Haynes        | kanadischer Gitarrist                                          | 46    |       |
| 13. März | J. H. Kwabena Nketia | ghanaischer Musikethnologe                                     | 97    |       |
| 12. März | Jim Beatty           | US-amerikanischer Klarinettist                                 | 84    |       |
| 12. März | Shelly Liebowitz     | US-amerikanischer Musikproduzent und Manager                   | 73    |       |
| 11. März | Hal Blaine           | US-amerikanischer Schlagzeuger                                 | 90    |       |
| 9. März  | George Benson        | US-amerikanischer Saxophonist                                  | 90    |       |
| 8. März  | Eddie Taylor Jr.     | US-amerikanischer Bluesmusiker                                 | 46    |       |
| 7. März  | Leonard Brown        | US-amerikanischer Musikveranstalter                            | 72    |       |
| 7. März  | Ralph William Wilcox | US-amerikanischer Musiker                                      | 93    |       |
| 6. März  | Marjorie Crenshaw    | US-amerikanische Pianistin und Musikpädagogin                  | 91    |       |
| 6. März  | James Dapogny        | US-amerikanischer Pianist, Bandleader und Musikwissenschaftler | 78    |       |
| 5. März  | Annie Brazil         | philippinische Sängerin                                        | 85    |       |
| 5. März  | Jacques Loussier     | französischer Pianist und Arrangeur                            | 84    |       |
| 4. März  | Bobby Day            | US-amerikanischer Musiker                                      | 91    |       |
| 3. März  | Horst Seidelmann     | deutscher Schlagzeuger                                         | 85    |       |
| 2. März  | Myron „Micky“ Golomb | US-amerikanischer Saxophonist                                  | 87    |       |

## April
| Tag       | Name            | Herkunft/Beruf                                                      | Alter | Beleg |
| --------- | --------------- | ------------------------------------------------------------------- | ----- | ----- |
| 30. April | Beth Carvalho   | brasilianische Sängerin                                             | 72    |       |
| 30. April | Boon Gould      | britischer Musiker                                                  | 64    |       |
| 29. April | Peter Wortmann  | deutscher Schlagzeuger und Impresario                               | 82    |       |
| 28. April | Clive Fenner    | britischer Schlagzeuger                                             | 69    |       |
| 26. April | Mary Kay Menees | US-amerikanische Journalistin                                       | 97    |       |
| 24. April | Chris Albertson | US-amerikanischer Jazz-Journalist, Sachbuchautor und Musikproduzent | 87    |       |
| 23. April | Fred Foss       | US-amerikanischer Saxophonist und Flötist                           | 70    |       |
| 22. April | Frank Caruso    | US-amerikanischer Pianist                                           | 70    |       |
| 22. April | Dave Samuels    | US-amerikanischer Vibraphonist                                      | 70    |       |
| 20. April | Don Albert      | südafrikanischer Journalist und Saxophonist                         | 88    |       |
| 20. April | Martin Böttcher | deutscher Gitarrist und Filmkomponist                               | 91    |       |
| 17. April | Bert Barr       | US-amerikanischer Trompeter                                         | 74    |       |
| 17. April | Gary Williamson | kanadischer Pianist                                                 | 74    |       |
| 15. April | Les Reed        | britischer Songwriter, Arrangeur und Pianist                        | 83    |       |
| 11. April | Ralf Benesch    | deutscher Gitarrist und Saxofonist                                  | 57    |       |
| 12. April | Wesley Schmidt  | US-amerikanischer Clubbesitzer (Snug Harbor Jazz Bistro)            | 68    |       |
| 8. April  | Dave Carey      | US-amerikanischer Perkussionist                                     | 93    |       |
| 7. April  | Toni Manieson   | US-amerikanische Jazz-Sängerin und -lehrerin                        | 67    |       |
| 7. April  | Gino Stefani    | italienischer Musiker, Musikwissenschaftler und Semiotiker          | 89    |       |
| 5. April  | Ib Glindemann   | dänischer Komponist und Bigband-Leiter                              | 84    |       |
| 5. April  | Sam Pilafian    | US-amerikanischer Tubist                                            | 69    |       |
| 5. April  | Jack Jennings   | US-amerikanischer Perkussionist                                     | 91    |       |
| 5. April  | Davey Williams  | US-amerikanischer Gitarrist                                         | 66    |       |
| 4. April  | John Amoroso    | US-amerikanischer Sänger und Trompeter                              | 88    |       |
| 4. April  | Joe Quijano     | puerto-ricanischer Salsamusiker                                     | 83    |       |
| 3. April  | Einar Iversen   | norwegischer Pianist                                                | 88    |       |
| 2. April  | James L. Mason  | US-amerikanischer Holzbläser                                        | 84    |       |
| 2. April  | John Oddo       | US-amerikanischer Pianist und Arrangeur                             | ≈65   |       |

## Mai
| Tag     | Name                   | Herkunft/Beruf                                    | Alter | Beleg |
| ------- | ---------------------- | ------------------------------------------------- | ----- | ----- |
| 30. Mai | Leon Redbone           | kanadischer Sänger und Gitarrist                  | 69    |       |
| 30. Mai | Roberto Yanés          | argentinischer Sänger, Komponist und Schauspieler | 87    |       |
| 29. Mai | Michel Gaudry          | französischer Bassist                             | 90    |       |
| 29. Mai | Tony Glover            | US-amerikanischer Bluesmusiker                    | 79    |       |
| 28. Mai | Andre Asriel           | österreichisch-deutscher Komponist und Jazzautor  | 97    |       |
| 28. Mai | Walther Großrubatscher | österreichischer Schlagzeuger                     | 61    |       |
| 27. Mai | Janet Paglica          | US-amerikanische Sängerin                         | 86    |       |
| 23. Mai | Jack Schnupp           | US-amerikanischer Posaunist                       | 90    |       |
| 18. Mai | Tetsu Saitō            | japanischer Kontrabassist                         | 63    |       |
| 14. Mai | Leon Rausch            | US-amerikanischer Western-Swing-Musiker           | 91    |       |
| 13. Mai | Doris Day              | US-amerikanische Schauspielerin und Sängerin      | 97    |       |
| 13. Mai | Mike Migliore          | US-amerikanischer Holzbläser                      | 64    |       |
| 12. Mai | Tony Monserrat         | venezolanischer Pianist und Komponist             | 81    |       |
| 11. Mai | Sol Yaged              | US-amerikanischer Klarinettist                    | 96    |       |
| 10. Mai | Paul Carey Bauhof      | US-amerikanischer Gitarrist                       | 62    |       |
| 10. Mai | Robert Fassin          | französischer Trompeter                           | 96    |       |
| 8. Mai  | Dan Collette           | US-amerikanischer Trompeter                       | 64    |       |
| 8. Mai  | Alona Turel            | israelische Komponistin und Pianistin             | 75    |       |
| 7. Mai  | Georg Katzer           | deutscher Komponist                               | 84    |       |
| 7. Mai  | Fritz Novotny          | österreichischer Saxophonist und Flötist          | 78    |       |
| 6. Mai  | Larry Harrison         | US-amerikanischer Trompeter                       | 71    |       |
| 6. Mai  | Harly Rajaobelina      | madegassischer Pianist                            |       |       |
| 6. Mai  | Mansur Scott           | US-amerikanischer Sänger                          | ?     |       |
| 5. Mai  | Ibrahima Solo Cissokho | senegalesischer Jazz- und Mbalaxmusiker           | 55    |       |
| 3. Mai  | Moses Fan Fan          | kongolesischer Musiker                            | 75    |       |
| 2. Mai  | John Starling          | US-amerikanischer Bluegrass-Musiker               | 79    |       |

## Juni
| Tag      | Name                        | Herkunft/Beruf                                            | Alter | Beleg |
| -------- | --------------------------- | --------------------------------------------------------- | ----- | ----- |
| 26. Juni | Tony Hall                   | britischer Musikjournalist und -produzent                 | 91    |       |
| 26. Juni | Tadao Takashima             | japanischer Schauspieler und Musiker                      | 88    |       |
| 25. Juni | Astrid North                | deutsche Sängerin                                         | 45    |       |
| 24. Juni | Jerry Fuller                | US-amerikanischer Klarinettist                            | 89    |       |
| 23. Juni | Dave Bartholomew            | US-amerikanischer Musiker, Arrangeur und Produzent        | 100   |       |
| 23. Juni | Ruby Bishop                 | US-amerikanische Musikerin                                | 99    |       |
| 22. Juni | Stepan Shaqaryan            | armenischer Pianist und Komponist                         | 83    |       |
| 21. Juni | Jacqui Magno                | philippinische Sängerin                                   | 65    |       |
| 20. Juni | James Coile                 | US-amerikanischer Saxophonist                             | 71    |       |
| 19. Juni | Jean-Marc Lemaire           | französischer Bandleader                                  | 66    |       |
| 19. Juni | Bob Macar                   | US-amerikanischer Pianist und Saxophonist                 | 67    |       |
| 19. Juni | Jack Renner                 | US-amerikanischer Produzent                               | 84    |       |
| 19. Juni | Kenny Soderblom             | US-amerikanischer Holzbläser                              | 93    |       |
| 17. Juni | Stelios Vamvakaris          | griechischer Rembetiko-Musiker                            | 72    |       |
| 16. Juni | Hendrick „Marabi“ Masombuko | südafrikanischer Musiker                                  | 70    |       |
| 15. Juni | Karlheinz Miklin            | österreichischer Saxophonist                              | 72    |       |
| 14. Juni | André Midani                | brasilianischer Musikproduzent syrischer Herkunft         | 86    |       |
| 12. Juni | Luke Thompson               | US-amerikanischer Bluegrass-Musiker und Instrumentenbauer | 91    |       |
| 10. Juni | Paul Sinegal                | US-amerikanischer Blues- und Zydeco-Musiker               | 72    |       |
| 7. Juni  | Erik Norström               | schwedischer Saxophonist                                  | 83    |       |
| 6. Juni  | Dr. John                    | US-amerikanischer Musiker                                 | 77    |       |
| 4. Juni  | John Sumner                 | kanadischer Schlagzeuger                                  | 76    |       |
| 3. Juni  | Julian Euell                | US-amerikanischer Bassist und Soziologe                   | 90    |       |
| 3. Juni  | Bo Leibowitz                | US-amerikanischer Hörfunkmoderator                        | 74    |       |
| 2. Juni  | Lawrence Lo Leathers        | US-amerikanischer Schlagzeuger                            | 37    |       |
| 1. Juni  | Romek Hanzlík               | tschechischer Musiker, Musikproduzent und Fotograf        | 57    |       |

## Juli
| Tag      | Name                    | Herkunft/Beruf                                               | Alter | Beleg |
| -------- | ----------------------- | ------------------------------------------------------------ | ----- | ----- |
| 31. Juli | Skip Beckwith           | kanadischer Bassist                                          | 79    |       |
| 29. Juli | Ras G.                  | US-amerikanischer Diskjockey und Produzent                   | 39    |       |
| 24. Juli | Claes Andersson         | finnischer Schriftsteller, Psychiater, Politiker und Pianist | 82    |       |
| 23. Juli | Ramsey Ameen            | US-amerikanischer Geiger und Mathematiker                    | 73    |       |
| 22. Juli | Art Neville             | US-amerikanischer Funkmusiker und Songwriter                 | 81    |       |
| 21. Juli | Sevan Gökoğlu           | deutscher Pop- und Jazz-Pianist und -Keyboarder              | 37    |       |
| 19. Juli | Gary Klein              | US-amerikanischer Saxophonist                                | 86    |       |
| 19. Juli | Harry Woodward          | US-amerikanischer Sänger und Saxophonist                     | 86    |       |
| 18. Juli | Ado Broodboom           | niederländischer Trompeter                                   | 96    |       |
| 18. Juli | Ruud Jacobs             | niederländischer Bassist und Komponist                       | 81    |       |
| 16. Juli | Johnny Clegg            | südafrikanischer Gitarrist, Sänger und Songwriter            | 66    |       |
| 16. Juli | Joe Rigby               | US-amerikanischer Saxophonist                                | 78    | [ 2 ] |
| 14. Juli | Patricia „Petty“ Ntlapo | südafrikanische Sängerin                                     | 55    |       |
| 12. Juli | Arno Marsh              | US-amerikanischer Saxophonist                                | 91    |       |
| 11. Juli | Danny Barber            | US-amerikanischer Trompeter                                  | 65    |       |
| 11. Juli | Dave Wickins            | britischer Schlagzeuger                                      |       |       |
| 10. Juli | Jerry Lawson            | US-amerikanischer Soulsänger                                 | 75    |       |
| 10. Juli | Mazinho do Trombone     | brasilianischer Posaunist                                    | 78    |       |
| 10. Juli | Faith Winthrop          | US-amerikanische Sängerin                                    | 87    |       |
| 6. Juli  | João Gilberto           | brasilianischer Gitarrist, Sänger und Komponist              | 88    |       |
| 6. Juli  | Gary LeMel              | US-amerikanischer Sänger und Musikproduzent                  | 80    |       |
| 6. Juli  | Tom „Tippy“ Morgan      | US-amerikanischer Musiker und Musikproduzent                 | ≈98   |       |
| 6. Juli  | Wanda Warska            | polnische Sängerin                                           | 87    |       |
| 5. Juli  | German Lukjanow         | russischer Trompeter                                         | 82    |       |
| 5. Juli  | Paolo Vinaccia          | italienischer Schlagzeuger und Perkussionist                 | 65    |       |
| 4. Juli  | Gavin Belton            | britischer Banjospieler                                      | 71    |       |
| 4. Juli  | Vivian Perlis           | US-amerikanische Musikwissenschaftlerin                      | 91    |       |
| 2. Juli  | Michael Colgrass        | US-amerikanischer Musiker und Komponist                      | 87    |       |
| 2. Juli  | Duncan Lamont           | britischer Saxophonist                                       | 87    |       |
| 2. Juli  | Dexter Morrill          | US-amerikanischer Komponist und Trompeter                    | 81    |       |
| 2. Juli  | Mihály Tabányi          | ungarischer Akkordeonspieler                                 | 98    |       |
| 1. Juli  | Sid Ramin               | US-amerikanischer Arrangeur                                  | 100   |       |

## August
| Tag        | Name                 | Herkunft/Beruf                                                                  | Alter | Beleg |
| ---------- | -------------------- | ------------------------------------------------------------------------------- | ----- | ----- |
| 31. August | Lyerly Alexander     | US-amerikanische Aktivistin und Cousine von John Coltrane                       | 92    |       |
| 30. August | Tom Pletcher         | US-amerikanischer Kornettist und Trompeter                                      | 83    |       |
| 29. August | Celia Mur            | spanische Jazz-Sängerin und -Komponistin                                        | 49    |       |
| 28. August | Nancy Holloway       | US-amerikanische Sängerin                                                       | 86    |       |
| 25. August | Clora Bryant         | US-amerikanische Trompeterin                                                    | 92    |       |
| 25. August | Jonathan Goldstein   | britischer Komponist                                                            | 50    | [ 3 ] |
| 22. August | Hubert Arnold        | US-amerikanischer Pianist, Orchesterleiter und Arrangeur                        | 74    |       |
| 20. August | Connie Lester        | US-amerikanischer Saxophonist                                                   | 88    |       |
| 15. August | Peter Brown          | US-amerikanischer Cellist und Hochschullehrer                                   | 86    |       |
| 15. August | Turk Mauro           | US-amerikanischer Saxophonist                                                   | 75    |       |
| 14. August | Michael Canonico Jr. | US-amerikanischer Trompeter                                                     | 78    |       |
| 11. August | Jim Cullum junior    | US-amerikanischer Kornettist                                                    | 77    |       |
| 11. August | Marina Trost         | deutsche Sängerin                                                               | 40    |       |
| 9. August  | Seymour „Sy“ Suchman | US-amerikanischer Saxophonist                                                   | 93    |       |
| 8. August  | Erling Wicklund      | norwegischer Posaunist und Journalist                                           | 75    |       |
| 6. August  | Julai Tan            | singapurischer Geiger                                                           | 94    |       |
| 5. August  | Christopher Johnson  | US-amerikanischer Musiker und Hochschullehrer                                   | 65    |       |
| 4. August  | Wilen Tokarew        | russischer Bassist und Sänger                                                   | 84    |       |
| 4. August  | Bob Wilber           | US-amerikanischer Klarinettist und Saxophonist                                  | 91    |       |
| 3. August  | Katreese Barnes      | US-amerikanische Sängerin, Songwriterin, Produzentin und Multiinstrumentalistin | 56    |       |
| 1. August  | Brian Clarke         | britischer Trompeter                                                            | 83    |       |

## September
| Tag            | Name                 | Herkunft/Beruf                                               | Alter | Beleg |
| -------------- | -------------------- | ------------------------------------------------------------ | ----- | ----- |
| 30. September  | Gianni Lenoci        | italienischer Pianist                                        | 56    |       |
| 30. September  | Jessye Norman        | US-amerikanische Sängerin                                    | 74    |       |
| 30. September  | Christoph Oeding     | deutscher Gitarrist                                          | 60    |       |
| 30. September  | Ronnie Peterson      | deutsch-amerikanisch-israelischer Bluesmusiker               | 62    |       |
| 29. September  | Larry Willis         | US-amerikanischer Pianist                                    | 76    |       |
| 27. September  | Herbert Martin       | US-amerikanischer Liedtexter                                 | ≈93   |       |
| 25. September  | Eglal Farhi          | französische Clubbesitzerin                                  | 97    |       |
| 25. September  | Richard Wyands       | US-amerikanischer Pianist                                    | 91    |       |
| 22. September  | Bob Kaye             | US-amerikanischer Pianist und Arrangeur                      | 74    |       |
| 22. September  | Brooky Coleman       | US-amerikanischer Saxophonist                                | 87    |       |
| 21. September  | Judy Haring          | US-amerikanische Sängerin                                    | 91    |       |
| 21. September  | Leigh Harris         | US-amerikanische Sängerin                                    | 65    |       |
| 19. September  | María Rivas          | venezolanische Sängerin                                      | 59    |       |
| 17. September  | Harold Mabern        | US-amerikanischer Pianist                                    | 83    |       |
| 17. September  | Daniel Wayenberg     | niederländischer Pianist und Komponist                       | 89    |       |
| 16. September  | Vic Vogel            | kanadischer Jazzmusiker, Arrangeur, Komponist und Bandleader | 84    |       |
| 12. September  | Bruce Yaw            | US-amerikanischer Bassist                                    | 73    |       |
| 10. September  | William „Bill“ Evans | US-amerikanischer Posaunist (und Bassist)                    | 83    |       |
| 10. September  | Rod Kokolj           | US-amerikanischer Saxophonist                                | 63    |       |
| 10. September? | Shunna Pillay        | südafrikanische Sängerin                                     | 87    |       |
| 10. September  | Hossam Ramzy         | ägyptischer Perkussionist und Musikproduzent                 | 65    |       |
| 6. September   | Greg Kogan           | US-amerikanischer Pianist                                    | 72    |       |
| 3. September   | Elton Medeiros       | brasilianischer Samba-Sänger, -Komponist und Radiomoderator  | 89    |       |
| 2. September   | Pete Wood            | US-amerikanischer Trompeter                                  |       |       |

## Oktober
| Tag         | Name                  | Herkunft/Beruf                                             | Alter | Beleg |
| ----------- | --------------------- | ---------------------------------------------------------- | ----- | ----- |
| 31. Oktober | Gerry Teekens         | niederländischer Musikproduzent                            | 83    |       |
| 30. Oktober | Barbara Sutton Curtis | US-amerikanische Pianistin                                 | 89    |       |
| 26. Oktober | Paul Barrère          | US-amerikanischer Gitarrist und Sänger                     | 71    |       |
| 26. Oktober | Ellis J. Pough        | US-amerikanischer Pianist und Komponist                    |       |       |
| 26. Oktober | Fred Taylor           | US-amerikanischer Promoter                                 | 90    |       |
| 23. Oktober | Hans Zender           | deutscher Dirigent und Komponist                           | 82    |       |
| 22. Oktober | George Masso          | US-amerikanischer Posaunist                                | 92    |       |
| 20. Oktober | Herbert Chappell      | britischer Komponist                                       | 85    |       |
| 17. Oktober | Ray Santos            | US-amerikanischer Saxophonist und Arrangeur                | 90    |       |
| 16. Oktober | Gene Jefferson        | US-amerikanischer Saxophonist                              | 88    |       |
| 12. Oktober | Milcho Leviev         | bulgarischer Pianist                                       | 81    |       |
| 11. Oktober | Ray Comiskey          | irischer Journalist                                        | 81    |       |
| 11. Oktober | Kadri Gopalnath       | indischer Saxophonist                                      | 69    |       |
| 8. Oktober  | Molly Duncan          | britischer Saxophonist                                     | 74    |       |
| 6. Oktober  | Ginger Baker          | britischer Schlagzeuger                                    | 80    |       |
| 6. Oktober  | Vernon „Spot“ Barnett | US-amerikanischer Saxophonist                              | 83    |       |
| 4. Oktober  | Diahann Carroll       | US-amerikanische Schauspielerin und Sängerin               | 84    |       |
| 4. Oktober  | Ray Swinfield         | australischer Holzbläser                                   | 79    |       |
| 3. Oktober  | Vinnie Bell           | US-amerikanischer Gitarrist                                | 87    |       |
| 2. Oktober  | Bill Folwell          | US-amerikanischer Bassist                                  | 80    |       |
| 2. Oktober  | Reppard Stone         | US-amerikanischer Posaunist, Arrangeur und Hochschullehrer | 89    |       |
| 1. Oktober  | Mike Cohen            | US-amerikanischer Multiinstrumentalist                     | 84    |       |
| 1. Oktober  | Beverly Watkins       | US-amerikanische Blues-Gitarristin                         | 80    |       |

## November
| Tag          | Name                    | Herkunft/Beruf                                             | Alter | Beleg |
| ------------ | ----------------------- | ---------------------------------------------------------- | ----- | ----- |
| 29. November | Buddy Terry             | US-amerikanischer Saxophonist                              | 78    |       |
| 27. November | Clifford T. Murphy      | US-amerikanischer Bassist                                  | 87    |       |
| 26. November | Nonito Pereira Revuelta | spanischer Musikjournalist, -produzent und -förderer       | 76    |       |
| 25. November | Andy Scherrer           | Schweizer Saxophonist und Pianist                          | 73    |       |
| 25. November | Roy Willox              | britischer Saxophonist                                     | 90    |       |
| 22. November | Eddie Duran             | US-amerikanischer Gitarrist                                | 94    |       |
| 20. November | Katsuko Esaki           | japanische Geigerin                                        | 77    |       |
| 20. November | Doug Lubahn             | US-amerikanischer Rock- und Jazzrock-Bassist               | 71    |       |
| 16. November | Tony Speranza           | US-amerikanischer Trompeter                                | 49    |       |
| 14. November | Mary Ann Topper         | US-amerikanische Musikmanagerin                            | 79    |       |
| 13. November | Djaduk Ferianto         | indonesischer Schauspieler, Regisseur und Musiker          | 55    |       |
| 12. November | Ellen Powell            | US-amerikanische Bassistin und Fotografin                  | 69    |       |
| 11. November | Lisa Kindred            | US-amerikanische Folk- und Bluessängerin                   | 79    |       |
| 10. November | Jan Byrczek             | polnisch-amerikanischer Bassist, Verleger und Autor        | 83    |       |
| 9. November  | Bob Szajner             | US-amerikanischer Pianist                                  | 81    |       |
| 9. November  | Mayra Caridad Valdés    | kubanische Sängerin                                        | 63    |       |
| 5. November  | Jan Erik Kongshaug      | norwegischer Toningenieur und Gitarrist                    | 75    |       |
| 5. November  | Gustav Arne Kramer      | norwegischer Drehbuchautor, Jazzautor und Hörfunkmoderator | 85    |       |
| 4. November  | Maynard Sloate          | US-amerikanischer Schlagzeuger                             | 95    |       |
| 2. November  | Atilla Engin            | türkischer Schlagzeuger                                    | 73    |       |
| 1. November  | Danny Repole            | US-amerikanischer Saxophonist                              | 96    |       |

## Dezember
| Tag          | Name                     | Herkunft/Beruf                                             | Alter | Beleg |
| ------------ | ------------------------ | ---------------------------------------------------------- | ----- | ----- |
| 31. Dezember | Earl Brown               | US-amerikanischer R&B-Musiker                              | 88    |       |
| 31. Dezember | Vic Juris                | US-amerikanischer Gitarrist                                | 66    |       |
| 31. Dezember | Christian Kellens        | belgischer Posaunist, Hornist und Tubist                   | 94    |       |
| 30. Dezember | Allan M. Wright          | US-amerikanischer Hochschullehrer und Arrangeur            | 77    |       |
| 27. Dezember | Garrett List             | US-amerikanischer Posaunist                                | 76    |       |
| 27. Dezember | Paul Munnery             | britischer Posaunist                                       | 77    |       |
| 27. Dezember | Jack Sheldon             | US-amerikanischer Schauspieler, Sänger und Jazz-Trompeter  | 88    |       |
| 27. Dezember | Hugh „Peanuts“ Whalum    | US-amerikanischer Musiker                                  | 91    |       |
| 24. Dezember | Gary Barone              | US-amerikanischer Trompeter                                | 78    |       |
| 23. Dezember | Joël Vandroogenbroeck    | belgischer Pianist und Keyboarder                          | 81    |       |
| 23. Dezember | Willy Bischof            | Schweizer Radiojournalist und Jazzpianist                  | 74    |       |
| 22. Dezember | Bira Do Jô               | brasilianischer Bassist                                    | 85    | [ 4 ] |
| 21. Dezember | Carlos Barruso           | spanischer Saxofonist                                      | 58    |       |
| 19. Dezember | Jules Deelder            | niederländischer Lyriker                                   | 75    |       |
| 19. Dezember | Sy Platt                 | US-amerikanischer Trompeter und Hochschullehrer            | 91    |       |
| 15. Dezember | Christoph Mudrich        | deutscher Pianist und Komponist                            | 59    |       |
| 15. Dezember | Jack O. White            | US-amerikanischer Trompeter und Musikpädagoge              | 92    |       |
| 14. Dezember | Emil Richards            | US-amerikanischer Perkussionist                            | 87    |       |
| 14. Dezember | Irv Williams             | US-amerikanischer Saxophonist                              | 100   |       |
| 12. Dezember | Bobby Cardillo           | US-amerikanischer Pianist                                  | 95    |       |
| 11. Dezember | Jiří Jirmal              | tschechischer Gitarrist                                    | 94    |       |
| 7. Dezember  | Herbert Joos             | deutscher Trompeter und Komponist                          | 79    |       |
| 7. Dezember  | Jerry Jumonville         | US-amerikanischer Saxophonist                              | 78    |       |
| 7. Dezember  | Joe McQueen              | US-amerikanischer Saxophonist                              | 100   |       |
| 2. Dezember  | Jacques Morgantini       | französischer Aufnahmeleiter, Promoter und Musikhistoriker | 95    |       |
| 1. Dezember  | Clancy „Blues Boy“ Lewis | US-amerikanischer Bluesmusiker                             | 83    |       |

## Datum unbekannt
|                                     | Name                  | Beruf / bekannt durch                              | Alter | Beleg |
| ----------------------------------- | --------------------- | -------------------------------------------------- | ----- | ----- |
| Anfang Dezember 2019                | Zeke Mullins          | US-amerikanischer Pianist                          | 94    |       |
| Tod bekanntgegeben am 4. Dezember   | Bob Dekker            | niederländischer Schlagzeuger                      | 62    | [ 5 ] |
| Tod bekanntgegeben am 4. Dezember   | Eryk Kulm             | polnischer Perkussionist                           | 67    |       |
| Tod bekanntgegeben am 1. Dezember   | Kenny Reed            | US-amerikanischer Schlagzeuger                     | 72    |       |
| Tod bekanntgegeben am 1. Oktober    | Robbie Scott          | US-amerikanischer Schlagzeuger                     |       |       |
| Tod bekanntgegeben am 23. September | Julian Piper          | britischer Bluesgitarrist                          | 72    |       |
| September 2019                      | Jerry Senfluk         | tschechischer Klarinettist                         | 73    | [ 6 ] |
| 2019                                | Steve Dalachinsky     | US-amerikanischer Lyriker                          | ≈73   |       |
| Anfang September                    | Manfred Scheffner     | deutscher Diskograf und Musikproduzent             | 79    |       |
| 7. oder 8. September                | José Anahory          | portugiesischer Jazz- und Pop-Schlagzeuger         | 28    |       |
| Tod bekanntgegeben am 4. August     | Jack Schnupp          | US-amerikanischer Trompeter                        |       |       |
| Tod bekanntgegeben am 4. Juli       | Henry „Ike“ Iacometta | US-amerikanischer Trompeter                        |       |       |
| Tod bekanntgegeben am 4. Juli       | Sunny Raye            | US-amerikanischer Pianist und Sänger               | ≈95   |       |
| Tod bekanntgegeben am 3. Juli       | Geoff Nichols         | britischer Trompeter                               | 86    |       |
| Tod bekanntgegeben am 28. April     | Frank Casty           | US-amerikanischer Klarinettist                     |       |       |
| Tod bekanntgegeben am 18. April     | Jean van den Berg     | niederländisch-deutscher Gitarrist und Sänger      | 104   |       |
| April                               | Cleve Pozar           | US-amerikanischer Schlagzeuger und Komponist       | 77    |       |
| Tod bekanntgegeben am 28. März      | Eddie Piper           | britischer Bassist                                 | ≈84   |       |
| Tod bekanntgegeben am 17. März      | Paul Faure            | französischer Pianist                              | 75    | [ 7 ] |
| Anfang 2019                         | Johnny Lambizzi       | ungarischer Rock- und Jazz-Gitarrist               |       |       |
| Tod bekanntgegeben am 7. Februar    | Gary Shivers          | US-amerikanischer Rundfunkmoderator                | 73    |       |
| Tod bekanntgegeben am 5. Februar    | Roger Heweitt         | US-amerikanischer Hochschullehrer und Bandleader   | 87    |       |
| Januar                              | Geraldo Frazier       | US-amerikanischer Pianist                          | 65    |       |
| Tod bekanntgegeben am 18. Januar    | Bill Taggart          | US-amerikanischer Tubist                           | 77    |       |
| Tod bekanntgegeben am 17. Januar    | Barbara Gardner       | US-amerikanische Journalistin                      | 86    |       |
| Tod bekanntgegeben am 16. Januar    | John Bohannon         | US-amerikanischer Rundfunkmoderator und Journalist | 81    |       |